# الخطوط الجوية الإسكندنافية الرحلة 901
حادثة طائرة الخطوط الجوية الإسكندنافية الرحلة 901، حادثة وقعت لطائرة ماكدونل دوغلاس دي سي-10-30 كانت تحمل علي متنها 163 راكبا و14 من أفراد الطاقم وكانت متجهة من ستوكهولم إلى نيويورك عبر أوسلو في 24 فبراير 1984 وبينما هبطت في نيويورك واجهت مشكلة في إيقاف الطائرة بسبب خطأ المراقبة الجوية وخطأ الطيار لعدم احترام الإجراءات المقررة لرصد، ومراقبة سرعة الطائرة خلال المراحل الأخيرة من الهبوط وقرار مواصلة الهبوط بدلا من تنفيذ الأنتظار الذي لم يرد عليها والاعتماد المفرط على نظام الخانق الآلي لتحديد السرعة مما تسبب بخروج الطائرة عن المدرج وجرح 125 شخصا من بينهم 12 شخصا بجراح خطيرة.